# (263251) Pandabear
(263251) Pandabear – planetoida pasa głównego. Została odkryta 6 stycznia 2008 przez Paula A. Wiegerta. (263251) Pandabear okrąża Słońce w ciągu 3,4 roku w średniej odległości 2,26 j.a.
Planetoidzie tej nadano nazwę od niedźwiedzia bambusowego, popularnie zwanego "pandą".
Planetoida ta nosiła wcześniej tymczasowe oznaczenie 2008 AA119.